# شاه‌میگوی نروژی
شاه‌میگوی نروژی (نام علمی: Nephrops norvegicus) یکی از گونه‌های شاه‌میگو است که بدنی باریک و رنگی نارنجی-صورتی دارد.